# 子囊菌门
子囊菌门（学名：Ascomycota）是真菌界中种类最多的一个门。顾名思义，本门成员的共同特征是在有性生殖相产生的后代孢子有一个保护囊，即子囊，这很像哺乳类胎儿都有一个羊膜囊保护一样。无论是酵母亚门的单细胞有性生殖，还是其余种属的多细胞有性生殖，无有例外。但保护孢子的子囊可以是永久的（persistant asci），也可以是稍纵即逝的（evanescent asci），以致在标本准备过程中往往消失而很难看见。子囊菌门成员通常被称为囊菌或子囊菌，是真菌界最大的门，超过64,000种，与担子菌门（Basidiomycota）一起构成了双核亚界（Dikarya）。
在有性生殖时，本门成员包括单细胞的酵母都能形成有盖或无盖的、棒状或卵形的子囊，通常在子囊内进行减数分裂后再进行有丝分裂，最终生成八个子囊孢子。在多细胞真菌，所有子囊均分散于菌丝之中，形成子囊果。子囊果还可以有包被（peridium），作为第二道防线，将所有的子囊保护起来。根据子囊果与包被之间的关系，子囊果又可分为子囊盘（apothecia）、闭被子囊果（cleistothecia）、酒囊子囊果（perithecia）、假包被子囊果（psudothecia）与裸被子囊果（gymnothecium）。裸被子囊果是裸被子囊菌科（Gymnoascaceae）的特征，他们的子囊成簇或散在分布于菌丝之中，没有闭被子囊果那样的全封闭式包被。举世闻名的羊肚菌的子囊果呈蜂窝状，每个蜂窝眼其实就是一个子囊盘。
单细胞的酵母的子囊没有包被作第二道防线，总是裸露的，但它们仍然有子囊。
某些子囊菌门真菌也可以无性生殖，包括芽生、分裂或以分生孢子的方式，但这不是子囊菌门区别于其它真菌门的特征。无性生殖期本门真菌依环境温度不同还改变其形态，这一特性称为双态性，这些真菌称为双态性真菌。阿耶洛双态菌科的许多成员、组织胞浆菌、隐球菌等都属于这一类，它们在环境温度下以丝状真菌（霉菌）存在，吸入人体后在体内高温环境下变成单细胞酵母繁殖，给人类或动物造成急性播散性真菌病或慢性机会性感染。
子囊菌门的真菌可寄生、共生、腐生或兼性腐生。对人类有益的种类包括酵母菌、冬虫夏草、青霉菌、可以食用的羊肚菌等，也有很多种为植物致病菌。

## 分類
子囊菌门是一类较高等的真菌，可分成以下三個亞門：
- 外囊菌亞門 (Taphrinomycotina)
  - 粒毛盘菌纲 Neolectomycetes
  - 肺孢子菌纲 Pneumocystidomycetes
  - 裂殖酵母纲 Schizosaccharomycetes
  - 外囊菌纲 Taphrinomycetes
- 酵母亞門 (Saccharomycotina)
  - 酵母纲 Saccharomycetes
- 盘菌亞門 (Pezizomycotina)
  - 星裂菌纲 Arthoniomycetes
  - 座囊菌綱 Dothideomycetes
  - 散囊菌綱 Eurotiomycetes
  - 蟲囊菌綱 Laboulbeniomycetes
  - 茶渍纲 Lecanoromycetes
  - 錘舌菌綱 Leotiomycetes
  - 李基那地衣纲 Lichinomycetes
  - 圓盤菌綱 Orbiliomycetes
  - 盤菌綱 Pezizomycetes
  - 糞殼菌綱 Sordariomycetes
  - 刺盾炱纲 Chaetothyriomycetes

本门包括以下纲：
- Archaeorhizomycetes
- 星裂菌纲 Arthoniomycetes
- Candelariomycetes
- Coniocybomycetes
- 座囊菌綱 Dothideomycetes
- 散囊菌綱 Eurotiomycetes
- 地舌菌纲 Geoglossomycetes
- 蟲囊菌綱 Laboulbeniomycetes
- 茶渍纲 Lecanoromycetes
- 錘舌菌綱 Leotiomycetes
- 李基那地衣纲 Lichinomycetes
- 粒毛盘菌纲 Neolectomycetes
- Novakomycetes
- 圓盤菌綱 Orbiliomycetes
- 盤菌綱 Pezizomycetes
- 肺孢子菌纲 Pneumocystomycetes
- 酵母纲 Saccharomycetes
- Sareomycetes Beimforde, A.R. Schmidt, Rikkinen & J.K. Mitch. 2020
  - Sareales
    - Sareaceae
    - Zythiaceae
- 裂殖酵母纲 Schizosaccharomycetes
- 糞殼菌綱 Sordariomycetes
- 外囊菌纲 Taphrinomycetes
- Xylobotryomycetes 
  - Xylobotryales
    - Cirrosporiaceae
      - Cirrosporium S.J.Hughes, 1980
        - Cirrosporium novae-zelandiae S.Hughes[4]

    - Xylobotryaceae
- 木菌纲 Xylonomycetes Gazis & P. Chaverri 2012

纲的地位未定的目：
- Lahmiales
- Lauriomycetales
- Thelocarpales
- Triblidiales
- Vezdaeales
- Wiesneriomycetales

纲、目的地位未定的科：
- Coelomycetous
- Gylactaceae
- Hyphomycetous
- Pneumocystidaceae
- Porpidiaceaea
- Pyrenolaceae
- Sphaeriaceae

纲、目和科的地位未定的属：